# Campionati mondiali di canoa/kayak 1963
I sesti Campionati mondiali di canoa/kayak si sono svolti a Jajce (Jugoslavia) nel 1963. Sono considerati anche come la 7ª edizione degli Europei di categoria.

## Medagliere
| Pos. | Paese            | Oro | Argento | Bronzo | Totale |
| ---- | ---------------- | --- | ------- | ------ | ------ |
| 1    | Romania          | 6   | 4       | 0      | 10     |
| 2    | Unione Sovietica | 3   | 4       | 3      | 10     |
| 3    | Germania Ovest   | 2   | 2       | 2      | 6      |
| 4    | Ungheria         | 2   | 0       | 4      | 6      |
| 5    | Germania Est     | 1   | 2       | 5      | 8      |
| 6    | Danimarca        | 1   | 1       | 0      | 2      |
| 7    | Svezia           | 0   | 2       | 0      | 2      |
| 8    | Austria          | 0   | 0       | 1      | 1      |

## Medaglie Canoa

### C1 1000m
| Posizione | Atleta            | Paese          | Tempo |
| --------- | ----------------- | -------------- | ----- |
|           | Simion Ismailciuc | Romania        |       |
|           | Detlef Lewe       | Germania Ovest |       |
|           | Albrecht Muller   | Germania Est   |       |

### C1 10000m
| Posizione | Atleta          | Paese            | Tempo |
| --------- | --------------- | ---------------- | ----- |
|           | Mikhail Zamotin | Unione Sovietica |       |
|           | Andrei Igorov   | Romania          |       |
|           | Albrecht Muller | Germania Est     |       |

### C2 1000m
| Posizione | Atleta                         | Paese            | Tempo |
| --------- | ------------------------------ | ---------------- | ----- |
|           | Alexe Iacovici Achim Sidorov   | Romania          |       |
|           | Vitalij Galkov Mikhail Zamotin | Unione Sovietica |       |
|           | Arpad Soltesz Endre Gyuru      | Ungheria         |       |

## Medaglie Kayak

### K1 500m
| Posizione | Atleta         | Paese     | Tempo |
| --------- | -------------- | --------- | ----- |
|           | Aurel Vernescu | Romania   |       |
|           | Erik Hansen    | Danimarca |       |
|           | Kálmán Kovács  | Ungheria  |       |

| Posizione | Atleta              | Paese            | Tempo |
| --------- | ------------------- | ---------------- | ----- |
|           | Marija Šubina       | Unione Sovietica |       |
|           | Ljudmila Chvedosjuk | Unione Sovietica |       |
|           | Hanneliese Spitz    | Austria          |       |

### K1 4x500m
| Posizione | Atleta                                                               | Paese            | Tempo |
| --------- | -------------------------------------------------------------------- | ---------------- | ----- |
|           | Aurel Vernescu Vasile Nicoara Haralambie Ivanov Anton Ivanescu       | Romania          |       |
|           | Vladimir Morozov Vladimir Nataluha Viacheslav Vinnik Ibragim Hasanov | Unione Sovietica |       |
|           | Wolfgang Lange Siegfried Rossberg Dieter Krause Günther Perleberg    | Germania Est     |       |

### K1 1000m
| Posizione | Atleta             | Paese        | Tempo |
| --------- | ------------------ | ------------ | ----- |
|           | Erik Hansen        | Danimarca    |       |
|           | Aurel Vernescu     | Romania      |       |
|           | Siegfried Rossberg | Germania Est |       |

### K1 10000m
| Posizione | Atleta              | Paese          | Tempo |
| --------- | ------------------- | -------------- | ----- |
|           | Fritz Briel         | Germania Ovest |       |
|           | Sven-Olov Sjödelius | Svezia         |       |
|           | Mihály Hesz         | Ungheria       |       |

### K2 500m
| Posizione | Atleta                            | Paese          | Tempo |
| --------- | --------------------------------- | -------------- | ----- |
|           | Vasile Nicoara Haralambie Ivanov  | Romania        |       |
|           | Aurel Vernescu Mircea Anastasescu | Romania        |       |
|           | Heinz Büker Holger Zander         | Germania Ovest |       |

| Posizione | Atleta                              | Paese            | Tempo |
| --------- | ----------------------------------- | ---------------- | ----- |
|           | Annemarie Zimmermann Roswitha Esser | Germania Ovest   |       |
|           | Ljudmila Chvedosjuk Marija Šubina   | Unione Sovietica |       |
|           | Valentina Bicak Lyubov Sinichkina   | Unione Sovietica |       |

### K2 1000m
| Posizione | Atleta                            | Paese            | Tempo |
| --------- | --------------------------------- | ---------------- | ----- |
|           | Vasile Nicoara Haralambie Ivanov  | Romania          |       |
|           | Wolfgang Lange Dieter Krause      | Germania Est     |       |
|           | Nikolai Tsuzhikov Anatolij Grišin | Unione Sovietica |       |

### K2 10000m
| Posizione | Atleta                           | Paese          | Tempo |
| --------- | -------------------------------- | -------------- | ----- |
|           | István Timár László Fábián       | Ungheria       |       |
|           | Tord Sahlen Tyrone Ferm          | Svezia         |       |
|           | Erich Suhrbier Siegfried Brzoska | Germania Ovest |       |

### K4 500m
| Posizione | Atleta                                                               | Paese            | Tempo |
| --------- | -------------------------------------------------------------------- | ---------------- | ----- |
|           | Ljudmila Chvedosjuk Marija Šubina Antonina Seredina Valentina Bizak  | Unione Sovietica |       |
|           | Erika Felten Roswitha Esser Ingrid Hartmann Annemarie Zimmermann     | Germania Ovest   |       |
|           | Marion Knobba Charlotte Seidelmann Anita Kobuss Helga Muhlberg-Hulze | Germania Est     |       |

### K4 1000m
| Posizione | Atleta                                                             | Paese            | Tempo |
| --------- | ------------------------------------------------------------------ | ---------------- | ----- |
|           | Wolfgang Lange Siegfried Rossberg Dieter Krause Günther Perleberg  | Germania Est     |       |
|           | Nicolae Artimov Andrei Contolenco Haralambie Ivanov Vasile Nicoara | Romania          |       |
|           | Aleksandr Trifonov Igor Safonov Nikolai Konnikov Vyacheslav Vinnik | Unione Sovietica |       |

### K4 10000m
| Posizione | Atleta                                                            | Paese        | Tempo |
| --------- | ----------------------------------------------------------------- | ------------ | ----- |
|           | István Timár László Fábián Otto Koltai Laszlo Urogy               | Ungheria     |       |
|           | Günther Holzveigt Wolfgang Finger Wolfgang Niedrig Siegwart Karbe | Germania Est |       |
|           | Gyorgy Kcinz Janos Petroczy Gabor Almasi Samuel Egri              | Ungheria     |       |